# カイル・ギブソン
カイル・ギブソン(Kyle Patrick Gibson、1978年3月16日 -)は日本在住の外国人タレントそして英語教師である。

## 人物・来歴
1997年にアメリカから日本へ交換留学生として京都府・舞鶴市に10ヵ月間留学。
2006年に子供達の第二言語習得のための英語教師となった。ギブソンは英語教師としての経験から自作の第二言語習得の為のmp3を作った。mp3の内容は、リスニング力を鍛えるもので、「現実的な英語」で話されている。
英語のmp3を作り上げた後に最近は英語教師の仕事と同時にコマーシャルやミュージック・ビデオなどに出演し、タレント活動などをしている。(以下参照）
カイル・ギブソンは外国人タレントでもあるが、同時に英語教師でもある。彼はElenar Englishの設立者であり、個人の経験と勉強からElenar Englishの教育アイディアをたてている。Elenar Englishの論理とアイディアとは、子供のコミュニケーション手段をモデルとしている。（About #1から）
Elenar Englishによると「3歳の子供が覚えていく過程で、必要なものってなんでしょうか？学校？教科書？それとも辞書？実際にはそんなものを使わなくても話せるようになったはず。私たちはみんな、お母さん（もしくは身近な大人）とのコミュニケーションの中で、少しずつだけれど自然と話せるようになっていったのです。」

## 活動
ギブソンは"Your Mono Majesties" のギターリストそしてリードシンガーである。  更にElenar English　　の英語教師でもある。

## 出演

### CM
- GREE 海賊王国コロンブス #7 (2011)
- ウイダーinゼリー スポーツを遊べ。編 (2010)
- ウイダーinゼリー 朝を楽しめ。編 (2010)
- ウイダーinゼリー 「暑さを楽しめ」篇 (2010)
- docomo PRIME N-06A NEC mobile (2009)
- DMM.com (2010)
- キユーピー Defe changes (2009)

### バラエティ番組
- フジテレビの再現ドラマ（2009）
- WALKING EYES アルクメデス（NHK,2010～）

### PV
- Tropics「Mouves」（英）　（2011）
- 中村優「ジブンカラー」（2009）
- 浜崎あゆみ「DAYS」（2008）
- 上木彩矢「世界はそれでも変わりはしない」（2008）
- doa「I wish」（2008）

### その他
- Gaba Gstyle English: online lesson　(2008-2009)